# Ларедо (Мисури)
Ларедо (на английски: Laredo) е град в окръг Грънди, Мисури, Съединени американски щати. Намира се на 100 km североизточно от Канзас Сити. Населението му е 191 души (по приблизителна оценка от 2017 г.).
В Ларедо е роден полицаят Клайд Толсън (1900 – 1975).